# 苦野园蛛
苦野园蛛（学名：Neoscona crucifera）为园蛛科新園蛛屬的动物。

## 分布
本物種原生於於北美，並被引入夏威夷、加那利半島。